# Силевичі
Силевичі — козацько-старшинський, згодом — дворянський рід, що походить від Прокопа Силича (Силенка; р. н. невід. — п. до 1724), полкового стародубського сотника (1693—1705), стародубського полкового обозного (1705—12) і полкового судді (1711—22). Його син — Тимофій Прокопович (р. н. невід. — п. до 1741), сотник новомістський (1730—37), онук — Андрій Тимофійович (бл. 1715 — р. с. невід.), новомістський сотник (1740—67), правнук — Федір Андрійович (бл. 1751 — 1807), новомістський сотник (1782). Ін. представники роду обіймали посади бунчукових товаришів і військових товаришів. Рід внесений до 2-ї та 3-ї частин Родовідної книги Чернігівської губернії.